# Twaron
Twaron® je obchodní značka paraaramidových hi-tec vláken, která vyrábí japonská firma Teijin.

## Historie
Za počátek vývoje vlákna se udává rok 1960, od roku 1977 se vyrábělo u nizozemské firmy AKZO pokusně vlákno pod názvem Arenka, v roce 1982 se začalo s průmyslovou výrobou, v roce 1984 bylo vlákno přejmenováno na Twaron. Od roku 2000 převzala výrobu firma Teijin, kde Twaron od roku 2007 patří ke skupině čtyř druhů pod společným názvem Teijin Aramid.
Twaron je vedle kevlaru firmy DuPont od 80. let 20. století druhá dominující značka na trhu s aramidovými vlákny, jehož objem dosáhl v roce 2021 cca 3,6 miliard USD. Údaje o podílu twaronu se však nepublikují. Známé je jen, že se ve 2. dekádě 21. století twaron prodával za 25–45 €/kg.

## Vlastnosti
Hustota 1,44 g/cm³, tažná pevnost 2,4–3,6 GPa, tažnost 2,2–4,4 %, navlhavost 3,2–5 %, hořlavost – příze 37 LOI, tkanina 29 LOI, tepelný rozklad (bez tavení) při 500 °C. K nedostatkům patří nízká pevnost v tlaku a slabá odolnost vůči UV záření.

## Výroba

Schéma syntézy poly-p-fenylen tereftalaminu (PpPTA) z p-fenylendiaminu (PPD) a terefthaloyldichloridu (TDC)

### Postup výroby
- Příprava polymeru: Twaron je aramid, chemicky poly-para-fenylentereftalamid (PpPTA). PpPTA je produktem reakce p-fenylendiaminu (PPD) a terefthaloyldichloridu (TDC). K rozpuštění aromatického polymerního Twaronu se použil N-methylpyrrolidon (NMP) jako ko-rozpouštědlo a iontová složka (chlorid vápenatý, CaCl₂) k obsazení vodíkových vazeb amidových skupin. Tento specifický proces byl nalezen v roce 1974 ve výzkumné laboratoři AKZO v Arnhemu v týmu Leo Vollbrachta. Patent na nově objevený způsob výroby vedl k patentové válce mezi společnostmi AKZO (Fibre X) a DuPont (Fibre B), protože DuPont původně používal karcinogenní HMPT (hexamethylfosforamid).[7] Posléze došlo k dohodě a i DuPont začal využívat patent AKZO pro svůj kevlarový proces i s méně nebezpečným NMP.[8]
- Zvlákňování: Při zvlákňování se v principu rozpouští práškový PpPTA smícháním se bezvodou zmrazenou kyselinou sírovou taktéž v práškové formě, a mírným zahřátím. Koncentrovaný roztok se za řízených podmínek protlačuje zvlákňovacími tryskami do stabilizačního média, a protahuje. Získaná vláknina (filamenty) má parakrystalickou strukturu s vysokým podílem molekulárních řetězců orientovaných rovnoběžně s osou vlákna.
- Finální úprava: Materiál se pak neutralizuje, propírá, suší a bez zákrutu nebo skaní se jako multifilament navíjí na cívky.

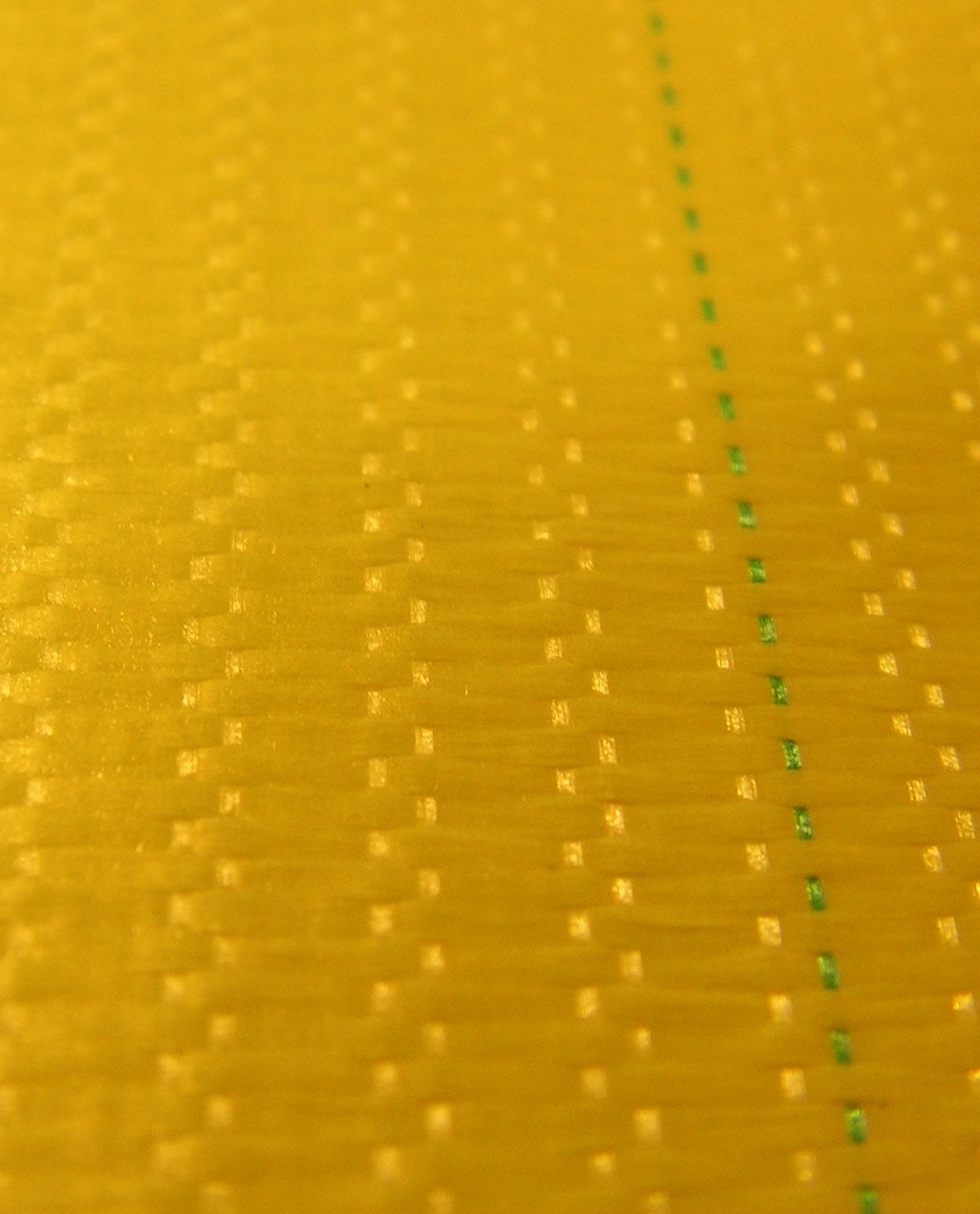
Tkanina z twaronové příze

### Výrobky se značkou Twaron
- Multifilamenty s 250 až 15 000 jednotlivými filamenty  (tloušťka min. 12 µm) v modifikacích: standardní  modul, vysoký modul, vysoká pevnost (až 36 GPa)
- Stříž v délkách 40, 50, a 60 mm, v jemnostech 0,9 – 2,5 dtex
- Sekaná (chopped) vlákna v délkách 0,25-12 mm
- Prášek (pro povrstvování a pryžové směsi)
- Pulp (drť z filamentů prosáklá vodou) na zpevnění kompozitů
- Fibridy (drť se seřiditelnou strukturou[9]) – pro výrobu speciálního papíru[10]

## Použití twaronových výrobků

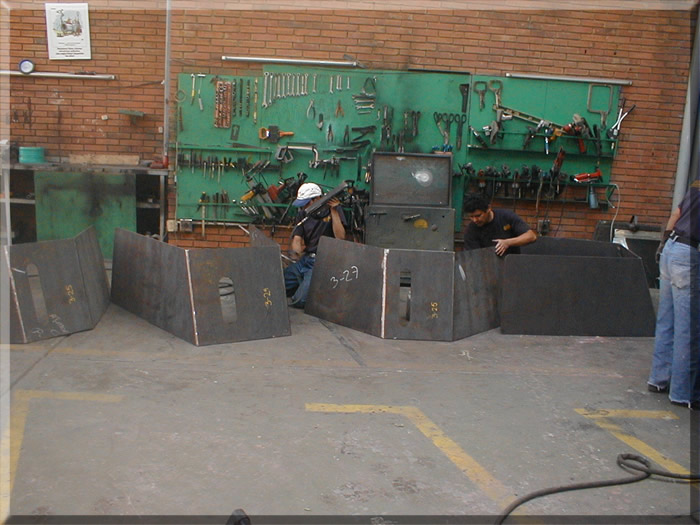
Ochranné štíty na obrněná vozidla z kompozitu ocel/twaron

- Twaronové tkaniny, často ze směsi twaronových a uhlíkových nebo skelných přízí a laminované, se použivají na ochranné oděvy (proti plamenům, prořezu, průstřelu), nebo např. na lodní plachty
- Splétáním twaronových filamentů se vyrábějí lana obvykle s tloušťkou 5-15 mm
- Kompozity s výztuží z tvaronových vláken se pro svou vysokou pevnost a nízkou hmotnost používají zejména na konstrukční části letadel, rotorů, lodí a člunů[6]